# The Universal
Singles de Blur
Country House Stereotypes
The Universal est le quatorzième single de Blur, extrait de l'album The Great Escape.
La chanson a été clasée 85e meilleure chanson britannique de tous les temps par XFM en 2010.

## Liste des titres
- CD1 (CDFOODS69)

1. The Universal
2. Ultranol
3. No Monsters in Me
4. Entertain Me (The Live It! remix)

CD2 (CDFOOD69) Live at The Beeb, 7 septembre 1995
1. The Universal (live)
2. Mr. Robinson’s Quango (live)
3. It Could Be You (live)
4. Stereotypes (live)

- 7" (FOOD69)  (uniquement pour jukeboxes)

1. The Universal
2. Entertain Me (The Live It! remix)

- Cassette (TCFOOD69)

1. The Universal
2. Entertain Me (The Live It! remix)

### Version japonaise
- CD (TOCP-8770)

1. The Universal
2. It Could Be You (live)
3. Stereotypes (live)
4. Entertain Me (The Live It! remix)

## Autour du disque
- Le vinyle 7″ était uniquement destiné aux jukeboxes et n'a pas été commercialisé au grand public.
- Le clip vidéo, réalisé par Jonathan Glazer, s'inspire du film de Stanley Kubrick Orange mécanique.2010[1].Une partie du clip a été tournée à Hackney dans la banlieue de Londres plus exactement à Nightingale Estate, depuis les tours ont été détruites. Les autres plans ont été effectués dans un studio à Paris.